# Stud à sept cartes
Le Stud à sept cartes est une variante de Stud poker. Jusqu'au récent gain de popularité du Texas hold'em, le Stud à sept cartes était l'une des variantes des poker les plus populaires chez les particuliers aux États-Unis et dans les casinos de l'est du pays.[réf. nécessaire]  Il est courant de jouer avec de deux à huit joueurs, bien que le jeu à huit puisse nécessiter des règles particulières si aucun joueur ne se couche. Avec des joueurs expérimentés qui se couchent souvent, il est même possible de jouer à neuf.
Le Stud à sept cartes est le « S » du H.O.R.S.E. et des autres formats de jeux mixtes.
Les explications qui suivent supposent que vous êtes familier avec les règles générales du poker et la valeur des mains. Aucune supposition n'est faite sur le type de structure de mise utilisée. Les casinos utilisent généralement de petits antes et bring-ins, mais il est plus courant de n'utiliser que de petits antes dans les parties amicales.

## Structure de jeu
Le jeu se déroule en six phases comme suit, avec des tours d'enchères entre chaque phase (le mot « joueur » est utilisé ci-dessous pour parler des joueurs qui ne se sont pas couchés et qui sont donc encore dans la partie).
1. Chaque joueur reçoit deux cartes fermées (face cachée) et une exposée (face visible) (troisième avenue, Third Street en anglais)
2. Chaque joueur reçoit une carte exposée (quatrième avenue, Fourth Street en anglais)
3. Chaque joueur reçoit une carte exposée (cinquième avenue, Fifth Street en anglais)
4. Chaque joueur reçoit une carte exposée (sixième avenue, Sixth Street en anglais)
5. Chaque joueur reçoit une carte fermée (septième avenue, Seventh Street en anglais)
6. Tous les joueurs abattent leurs cartes.

Les tours d'enchères se déroulent dans l'ordre des aiguilles d'une montre en commençant par le joueur ayant la meilleure main avec ses cartes visibles. Si l'on joue avec un bring-in, il est payé par le joueur ayant la carte révélée (Third Street) la plus faible et le premier tour d'enchères commence par le joueur à sa gauche.

### Variantes
- Le Mississippi Stud est une variante populaire qui supprime les tours d'enchères entre les 4e et 5e cartes, réduisant donc le nombre de tours d'enchères à quatre. La dernière carte est aussi servie face visible. Cette variante ressemble un peu plus au Texas hold'em, ayant le même nombre de tours d'enchères et le même nombre de cartes exposées et fermées.
- Le Eight-or-Better ou Stud à sept cartes Hi-Low est une variante dans laquelle le pot est partagé en deux, la moitié allant à la main la plus haute et l'autre moitié à la plus basse (main de 5 cartes différentes avec 8 maximum), s'il en existe une. Dans le cas contraire, la totalité du pot va à la main la plus haute. C'est l'une des cinq variantes constituant le HORSE.
- Le Razz ou Stud Low est une variante dans laquelle le but est de réaliser la main la plus basse possible. Il n'y a pas la contrainte "Eight-or-Better" : la main gagnante peut être supérieure au 8, l'important étant qu'elle soit la plus basse à l'abattage. Cette variante fait partie du HORSE.

## Détails des règles
Les joueurs reçoivent d'abord deux cartes fermées (face cachée) et une carte exposée (face visible). Si l'on joue avec un bring-in, le joueur ayant reçu la carte exposée la plus faible paie le bring-in, et le tour d'enchères continue dans l'ordre. Le bring-in est considéré comme une ouverture et donc le joueur suivant ne peut pas checker. Si deux joueurs ont la carte de valeur la plus faible, les couleurs peuvent être utilisées pour les départager (généralement ♠ > ♥ > ♦ > ♣ ou ♠ > ♥ > ♣ > ♦). S'il n'y a pas de bring-in, le tour d'enchères commence par le joueur ayant la carte exposée la plus forte, et il peut checker. Dans ce cas les couleurs ne sont pas utilisées pour départager deux hauteurs identiques et c'est le joueur le plus proche du donneur qui parle en premier.
Après le premier tour d'enchères, une seconde carte est distribuée exposée à chaque joueur en commençant par le joueur à la gauche du donneur (après que celui-ci a brûlé une carte). Le second tour d'enchères commence alors par le joueur ayant la meilleure main avec ses cartes exposées. Puisqu'il y a moins de cinq cartes exposées, les couleurs et les quintes ne comptent pas pour déterminer le joueur qui commencera le tour d'enchères. Pour ce tour d'enchères et les suivants, le joueur ayant les cartes qui forment la meilleure main parle en premier, et peut checker ou miser autant que les limites l'y autorise.
Le second tour est suivi par une troisième carte exposée et un tour d'enchères, une quatrième carte exposée et un tour d'enchères, et enfin une carte fermée, un cinquième tour d'enchères et l'abattage si nécessaire. Le Stud à sept cartes peut donc être résumé à « deux fermées, quatre exposées, une fermée ». À l'abattage, chaque joueur choisit la meilleure main de cinq cartes qu'il peut obtenir avec les sept cartes qu'il a reçu.
Notez qu'avec les sept cartes des huit joueurs (le maximum) plus les quatre cartes brûlées, on atteint un total de 60 cartes alors qu'il n'y en a que 52 dans un jeu. Dans la plupart des cas ce ne sera pas un problème car beaucoup de joueurs se seront couchés, mais cela peut arriver dans certaines parties amicales avec de petits enjeux dans lesquelles peu de joueurs se couchent. Dans ces cas-là, on peut limiter le nombre de joueurs à sept. Si les cartes viennent à manquer pendant le déroulement d'une main, les cartes brûlées précédemment peuvent être réutilisées pour compléter la donne. Si ce n'est toujours pas suffisant, à la place de servir une septième carte fermée à chaque joueur lors du dernier tour, une unique carte commune sera servie au milieu de la table et sera partagée par tous les joueurs qui l'utiliseront comme si c'était leur septième carte fermée. Dans aucun cas l'on ne peut redistribuer les cartes d'un joueur qui s'est couché. Contrairement au poker fermé où aucune carte n'est exposée avant l'abattage, les joueurs de Stud utilisent les informations qu'ils peuvent obtenir des cartes exposées des autres joueurs pour effectuer leurs décisions stratégiques, et donc un joueur qui voit une carte dans la main d'un joueur qui s'est couché sait qu'elle n'apparaîtra jamais dans la main d'un autre de ses adversaires.

## Partie d'exemple
L'exemple qui suit est celui d'une partie à quatre joueurs, dans l'ordre : Alice (donneuse), Bob, Carole et David.
Tous les joueurs paient l'ante de 25¢. Alice distribue deux cartes fermées et une carte exposée à chaque joueur en commençant par Bob et terminant par elle-même. Bob reçoit le 4♠, Carole le K♦, David le 4♦ et Alice le 9♣. Comme ils jouent avec un bring-in de 1$, David doit commencer à miser 1$ de bring-in (son 4♦ est plus faible en couleur que le 4♠ de Bob). Il aurait pu miser plus, mais il a choisi de ne payer que le bring-in. Le bring-in définit la taille actuelle de la mise à 1$, donc Alice ne peut pas checker. Elle décide de suivre. Bob se couche, retournant sa carte visible pour la cacher et jetant toutes ses cartes. Carole relance à 3$. David se couche et Alice suit.
Alice distribue maintenant une seconde carte exposée à chaque joueur qui reste : Carole reçoit le J♣ et Alice le K♥. Les deux cartes d'Alice forment une main sans paire, hauteur K-9. Carole a une hauteur supérieure, K-J, et c'est donc à elle de commence à miser. Elle check et Alice fait de même, terminant le second tour d'enchères.
Une autre carte est distribuée exposée à chaque joueur : Carole reçoit le 10♥ et Alice le K♣. Alice a maintenant une paire de rois visible et Carole n'a toujours aucune paire, c'est donc à Alice de commencer à miser. Elle mise 5$ et Carole la suit.
Au tour suivant, Carole reçoit le 10♦, ce qui lui donne les cartes exposées K-J-10-10. Alice reçoit le 3♠. Les cartes exposées de Alice sont 9-K-K-3, et la paire de rois est toujours supérieure à la paire de 10 de Carole, donc Alice parle toujours en premier. Elle mise 5$ et Carole la suit à nouveau.
Chaque joueur reçoit maintenant une dernière carte fermée. C'est encore à Alice de miser puisque les cartes exposées n'ont pas changées. Elle check, Carole mise 10$, et Alice suit. Le dernier tour de mise est donc terminé, il reste deux joueurs et il y a donc abattage.
Alice montre ses cartes : 9♥ 5♦ 9♣ K♥ K♣ 3♠ 5♠. La meilleure main de cinq cartes qu'elle peut jouer est K-K-9-9-5, deux paires rois-neufs. Carole montre Q♠ 2♥ K♦ J♣ 10♥ 10♦ A♦. Elle peut jouer A-K-Q-J-10, une quinte à l'as, et remporte donc le pot.